# Nesogenes tenuis
Nesogenes tenuis là loài thực vật có hoa thuộc họ Cỏ chổi. Loài này được (Benth.) Marais mô tả khoa học đầu tiên năm 1981.